# Василь Вітка
Василь Вітка, справжнє ім'я Тимош Васильович Крисько (біл. Цімох Васілевіч Крысько; *16 травня 1911, Євличі, Слуцький район, Мінська область — †5 липня 1996) — білоруський поет, перекладач, літературний критик, публіцист, педагог; класик білоруської дитячої літератури. Заслужений діяч культури БРСР (1970).

## Біографія
Народився в селянській сім'ї. Закінчив Слуцьку профтехшколу (1928), працював слюсарем на Бобруйському деревообробному комбінаті, в заводській малотиражній газеті (1929—1930), редакціях газет «Комуніст» (Бобруйськ, 1930—1933), «Ударник» (Жлобін, 1933—1935), «Червона зміна» (1935—1937), «Література і мистоцтва» (1937—1938) і часопису «Полум'я революції» (1938-39).
Брав участь у поході Червоної Армії в Західну Білорусь і до самого початку війни працював секретарем Білостоцького обласного відділення СП БРСР. З початком Німецько-радянської війни працював у редакції газети «Радянська Білорусь», а з 1942 року — у відділі пропаганди та агітації ЦК КПБ, редактор масових видань для окупованих районів. Співпрацював з сатиричними часописами «Партизанська палиця» і «Роздавимо фашистську гадину».
З дня утворення часопису «Беларусь» (січень 1944) працював його секретарем, з 1948 замісником, а з 1951 року — головним редактором газети «Література і мистецтво». У 1957—1974 роках — головний редактор часопису «Веселка». В 1974—1987 — член сценічно-редакційної колегії кіностудії «Білорусьфільм». Член Спілки письменників СРСР з 1943 року.

## Творчість
Почав друкуватися у 1928 році.

### Поезія
Перша збірка віршів «Загартовування» видана в 1944 році в Москві. Потім вийшли збірки поезії «Південь» (1946), «Вірність» (1953), «Троянда і шип» (1958), «Повірка» (1961), «Вірші» (1968), «Білоруська колискова» (1971), «Проводимо літо» (1972), «Висота світла» (1977), «Случчина» (1981), «Треті півні», збірник сатири та гумору «Для дому, для альбому і трохи для епохи» (1983). Для дітей видав книги поезії та віршованих казок «Вивірчина гора» (1948), «Боцюневе літо» (1958), «Казка про царя Зубра» (1960), «Дударик» (1964), «Азбука Васі Веселкіна» (1965), «Казки» (1968, 1976), «Читанка-мальованка» (1971), «Хто допомагає сонцю» (1975), «Човники-човни» (1977), «Ми будуємо метро» (1979), «Мінські балади» (1982), «Казки і барви», «Гості», «Загадка про зернятко» (усе 1984), «Дітям» (вибрані твори у двох книгах, 1986), «Свято дружби» (1987), збірник оповідань «Зайчик-водолаз» (1962). У 1973 вийшли Вибрані твори у 2-х томах.

### Драматургія та публіцистика
Автор п'єс «Промінь майбутнього» (1948), «Щастя поета», присвячена Янці Купалу (1951, поставлена в театрі імені Янки Купали в 1952 році).
Написав багато літературно-критичних та публіцистичних статей на морально-етичні та виховні теми, писав статті про К. Чорного, М. Линькова, М. Танка, Я. Бриля, В. Сухомлинського та інших. У 1977 році видав книгу щоденників, нарисів та оповідань «Діти та ми», у 1982 році — книгу «Уроки», у 1988 — «Азбука душі». Отин з авторів читанок «Рідне слово» для 1 (1969), 2 (1970) та 3 (1988) класів.

### Переклади
На білоруську мову переклав поему Володимира Маяковського «Добре!» (1940, разом з Р. Линьковим), «Пани Головльові» М. Салтикова-Щедріна (1956), книгу В. Сухомлинського «Блакитні журавлі» (1971), окремі твори Льва Толстого, Антона Чехова, Яніса Райніса, Миколи Тихонова, Максима Рильського, Миколи Бажана, Михайла Стельмаха, а також твори інших українських, російських, латиських, болгарських та польських письменників.
Твори Василя Вітки перекладено на українську, російську та інші мови колишнього СРСР та інш.

## Сім'я
Внучка Василя Вітки — Юлія Чернявська, культуролог та літератор.

## Нагороди
Лауреат Державної премії БРСР (1972) за книги «Білоруська колискова», «Казки» і «Читанка-мальованка». У 1978 нагороджений дипломом Міжнародного журі премії Г. Х. Андерсона (1978) з занесенням прізвища письменника у Почесний список дацького казкаря. Нагороджений орденами Жовтневої Революції, двома орденами Трудового Червоного Прапора, двома «Знаками пошани» та медалями. 10 жовтня 1991 нагороджений медаллю Франциска Скорини.